# 港鐵八鄉車廠

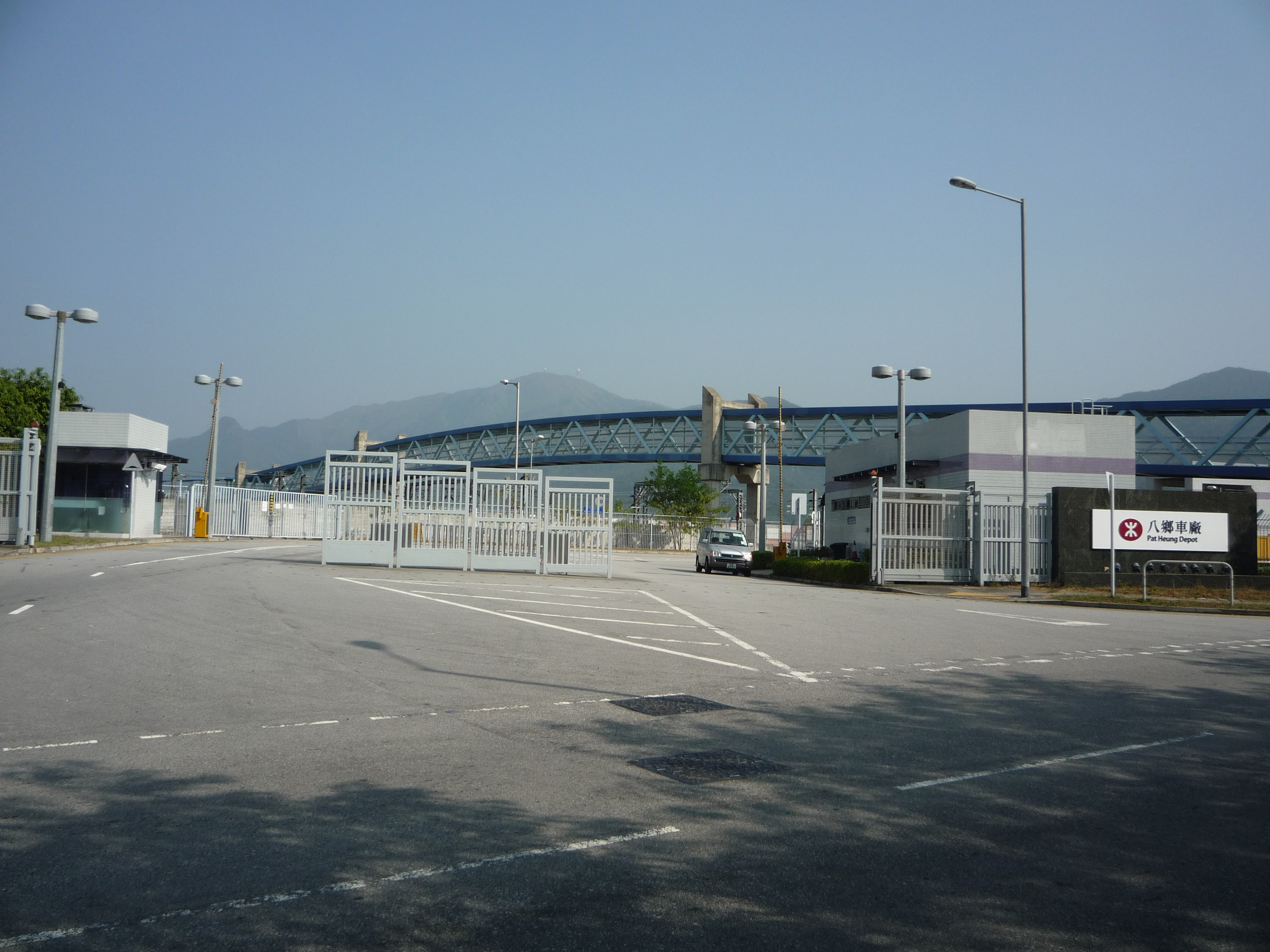
港鐵八鄉車廠入口

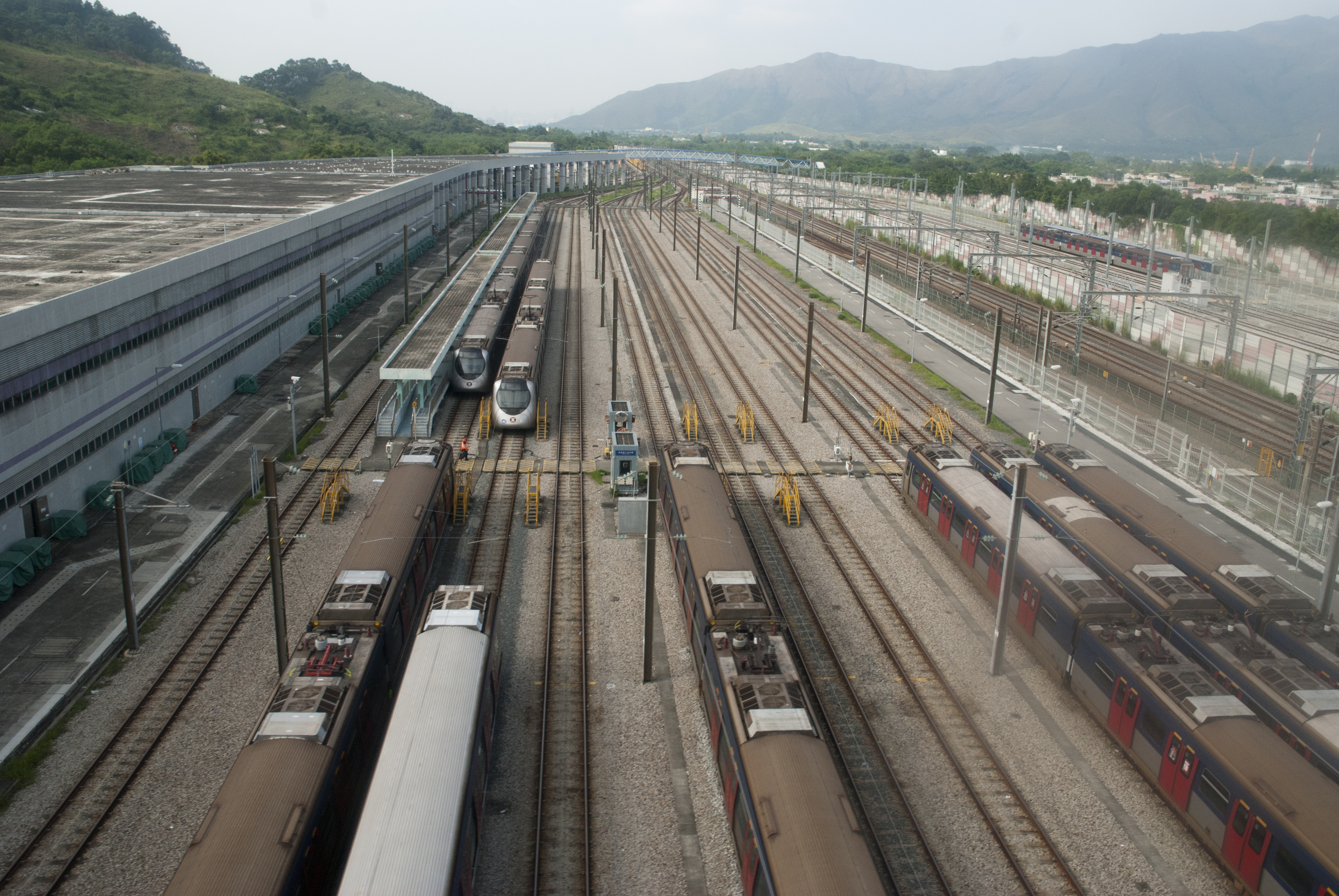
從八鄉路俯視港鐵八鄉車廠

港鐵八鄉車廠（英語：MTR Pat Heung Depot，前稱八鄉維修中心）是香港的港鐵的其中一間車廠，位於新界元朗區八鄉馬鞍崗附近，即屯馬綫錦上路站東南面。此車廠每日24小時運作，與港鐵大圍車廠共同為屯馬綫的列車提供維修服務。現在，全部48列近畿川崎列車（包括屯馬綫餘下1列仍然未投入服務的本型號列車）及17列屯馬綫中國製列車都在八鄉車廠進行大修。本廠是全港唯一有設一個平交道的鐵路車廠（平交道完全位於西廠範圍，而車廠兩端以穿過進出軌道及正線下方的隧道連接），以避免維修車輛干擾列車服務。

## 設施
此車廠佔地達32.5公頃，為東南亞地區面積第三大的鐵路車廠（第一大為佔地41公頃的台北捷運北投機廠，其次為37.82公頃的深圳地鐵5號線塘朗車輛段），足夠容納全組原西鐵綫列車。車廠由劉榮廣伍振民建築事務所設計，九廣鐵路公司興建及擁有，租借予港鐵公司營運。

### 西廠

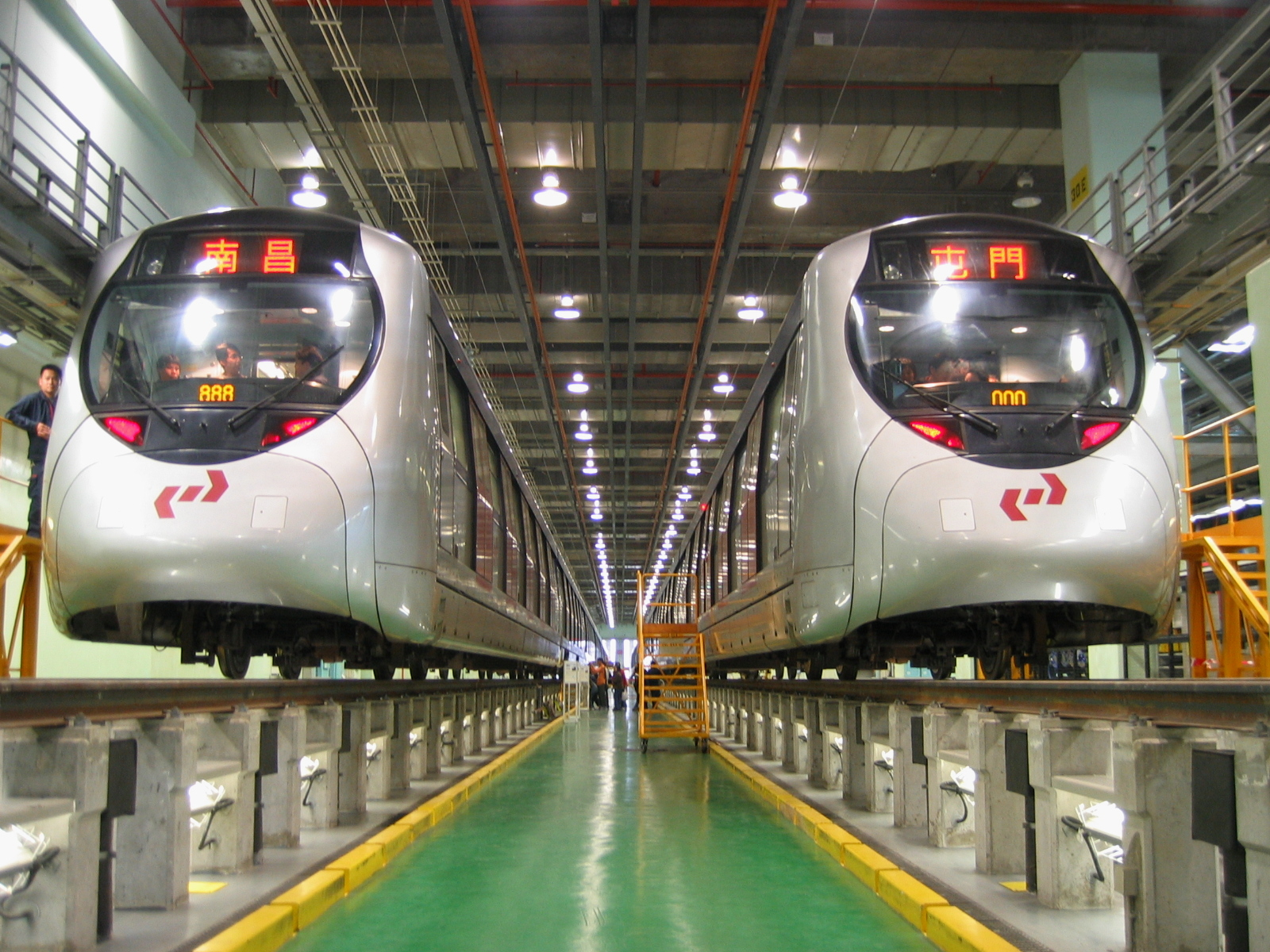
八鄉車廠的維修車坑（2006年）

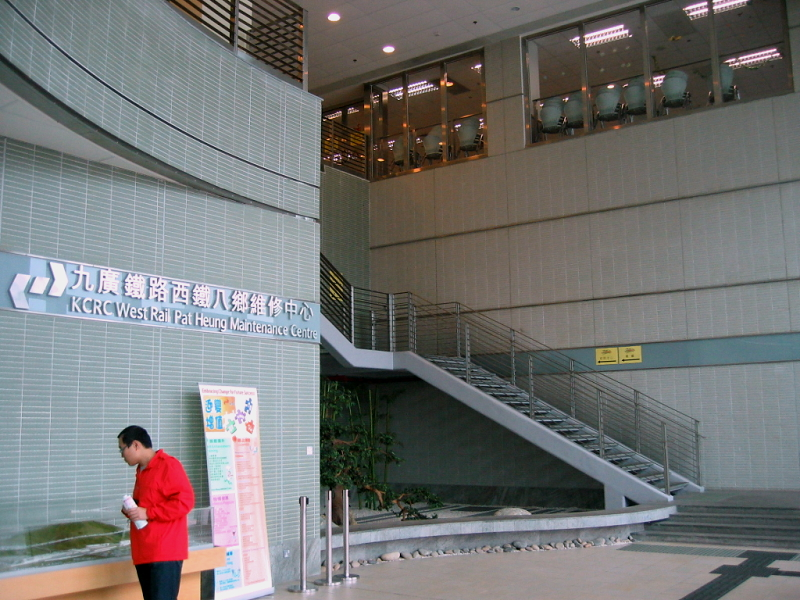
八鄉維修中心大堂（2006年）

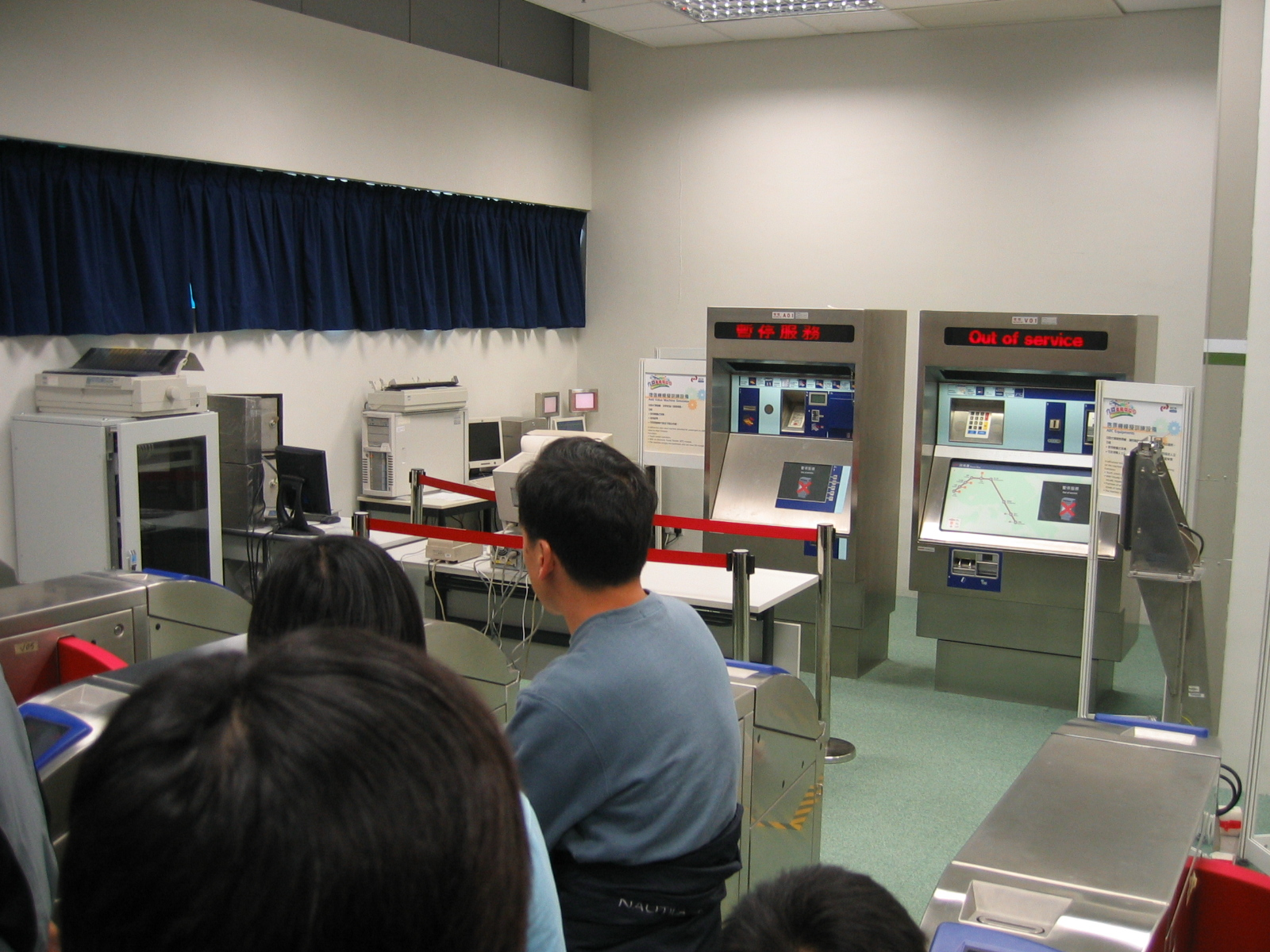
現名「港鐵學院八鄉車廠中心」的培訓中心（2006年）

此車廠西廠於2003年啟用，共有27個露天泊位，維修大樓內另有4個維修車坑。室內的4個維修車坑除可供停放列車之外，也可讓維修人員進行有限度的維修工作。此位置仍有架空電纜，而地面位置刻意降低，路軌則維持原有水平，讓維修人員可前往車底進行維修工作。
維修大樓主體則可讓維修人員進行大部分維修工作。部分位於車頂的組件可用重型吊機吊往地面進行維修。但因為吊機運作的關係，此部分不設架空電纜。任何列車要進入此部分都必須用機車把列車推入，離開時則由機車把列車拉出。所以非必要時，列車維修都盡量在維修車坑進行。
而在西廠北端，則設有附設機務段，用作停放調車機車；而由於進出機務段的軌道（反向軌）不設架空電纜，因此所有SP1900列車反向工作，均安排在此完成。
另外，西廠內亦設有港鐵學院八鄉訓練中心，負責訓練維修及車務人員。

### 東廠
為了應付沙田至中環線額外的列車停放需要，港鐵於2012年起利用廠內預留土地（與西廠以正線相隔），以建造更多泊位，是為東廠，共設7條軌道。而在沙中綫工程，所有原東鐵綫及原馬鞍山綫等待重編的列車，以及新抵港的屯馬綫中國製列車，均會先到達東廠進行拆編或連接車卡工作（但車卡反向工作則於西廠北端連接附設機務段、無架空電纜的「反向軌」進行）。此外，東廠亦曾擬用於拆解退役的港鐵中期翻新列車，但最後放棄。

### 車廠管理中心
車廠管理中心負責協調車廠內的運作，譬如安排列車進出、進行維修或清洗，及處理列車故障或路軌上的突發事故。由於地位重要，車廠管理中心及車廠同樣是「全年無休」，24小時運作。

### 列車清洗機
此車廠的列車清洗機位於車廠最南面，部分輔助性質的路軌伸入屯馬綫大欖隧道之內，並於河背水塘附近與屯門方向的正綫會合。列車需要清洗時，先從列車泊位慢速開動，經過列車清洗機駛入輔助性質的路軌，然後調頭駛出。此時列車需以最慢的3km/h速度駛過列車清洗機，多部機器會重覆灑水及洗刷車身，使車身回復清潔。

### 零件車
九鐵購買東鐵綫SP1900列車D201時因九廣鐵路設計出錯引致負重測試不合格而不能投入服務，原本打算運回日本但運輸費用高昂，而且日本製造商無法至香港維修保養。最後製造商重新設計並再製造一卡新車，原D201最終成為零件車，曾存放在本廠，現時已經成為消防及救護學院的訓練車（車內仍使用前九鐵標貼，但於移交消防處前已將車頭九鐵標誌換成港鐵標誌），另一卡就在東鐵綫載客至2015年6月，現時已經改裝成為屯馬綫列車D357。而在SP1900重組工程完成後，原西鐵綫由日本川崎重工業製造的5個車頂扭曲嚴重的車頭駕駛室拖卡（D301、D302、D305、D306、D316）亦已退役，存放在本廠作為零件車。

## 開放活動
此車廠屬重要的鐵路設施，大部分時間不向公眾開放，但有時會讓預先安排的特定團體參觀。
到現時為止的唯一一次開放日於2006年12月10日舉行，是慶祝九廣西鐵通車3週年的活動之一。當日開放車廠部分設施予已取得入場券的公眾人士，公眾也可參觀維修工場、培訓中心及列車清洗過程。是次活動中也有提供攤位遊戲及抽獎等活動。

## 列車改裝工程
屯馬綫全綫通車前，所有原屬東鐵綫、西鐵綫和馬鞍山綫的列車都會在八鄉車廠進行改裝，而首列東鐵綫的SP1900港鐵近畿川崎電動列車在2015年7月3日凌晨由機車經紅磡站3號月台運送到八鄉車廠進行改裝，列車編組為D201/D203。馬鞍山綫方面，再有1列列車於2015年11月4日凌晨由機車經紅磡站3號月台運送到八鄉車廠進行改裝，列車編組為D519/D520，兩輛列車會分別更改編號為（D357/D358）、（D359/D360）。直至2018年4月，所有原屬馬鞍山綫列車經已運抵本廠，準備改裝為屯馬綫的列車。

## 未來發展
在沙中綫工程中，本車廠曾進行擴建（包括車廠大樓南面新翼，以及西鐵綫正線以東露天泊位；以上工程在西鐵綫工程時已預定），以容納新購入及擴編列車（共39抽，最多容納456卡列車車廂），曾有條件可供退役後的中期翻新列車進行拆解，但最終改以羅湖編組站進行拆解（共29抽列車，但不包括無法改裝的E44列車），目前已完工。
另外，港鐵公司一直有計劃在本車廠上蓋發展住宅項目，但至今仍未推出招標；而在結構上，車廠並未有為此預留結構，僅在各軌道間留有空間，以供豎立上蓋支撐結構。按照所在規劃區的規劃大綱圖，港鐵需於發展八鄉車廠上蓋時，同時代建中、小學後千禧校舍各一座。

## 軼事
為了推進碳中和，港鐵八鄉車廠安裝了2104塊太陽能板，規模為全香港最大，每年可生產90萬度電。

## 外部連結
- 香港鐵路大典上的相关条目：八鄉車廠